# فرودگاه مریبل
فرودگاه مریبل (به انگلیسی: Méribel Airport) (به زبان بومی: Aéroport de Méribel) یک فرودگاه همگانی با کد یاتا MFX است که یک باند فرود سنگفرش دارد و طول باند آن ۴۰۶ متر است. این فرودگاه در کشور فرانسه قرار دارد و در ارتفاع ۱۷۱۷ متری از سطح دریا واقع شده‌است.